# Голояд Павло Григорович
Павло Голояд (1906, с. Теклівка, нині  Скалатська міська громада, Тернопільський район, Тернопільська область — 29 квітня 1932, м. Тернопіль) — діяч ОУН, страчений польською владою.

## Життєпис

«Наглий суд в Тернополі» — стаття в газеті Діло про суд над Павлом Голоядом та Яковом Пришляком

Павло Голояд народився у 1906 році в селі Теклівці Скалатського повіту (Королівство Галичини та Володимирії, Австро-Угорщина, нині Скалатська міська громада, Тернопільський район, Тернопільська область). Крім нього, в сім'ї було ще четверо дітей. Два його молодші брати Мирон та Володимир загинули в лавах УПА.
Павло Голояд був хорошим організатором культурно-просвітницької і політичної роботи. Зокрема, у рідному селі очолював осередки товариств «Січ» і «Рідна школа». У 26-річному віці стає членом УВО, а пізніше провідником ОУН на Скалатщині. Разом із друзями Василем Турковським та Яковом Пришляком організував широку мережу підпільної роботи, зокрема розповсюдження газет, журналів та брошур.
Після арештів членів ОУН у Скалатському повіті, Павло Голояд вирішив разом із товаришами знищити донощиків польської поліції. 29 березня 1932 він та Яків Пришляк убили таємного агента польської поліції Яна Марущака. Через кілька днів обидва виконавці були арештовані та засуджені «наглим судом» у Тернополі 27 квітня 1932 до смертної кари.
29 квітня 1932 року Павло Голояд та Яків Пришляк страчені. Похований у Тернополі на Микулинецькому цвинтарі. Поховання віднайдене після років забуття та впорядковане громадськістю міста.